# Verónica Echegui

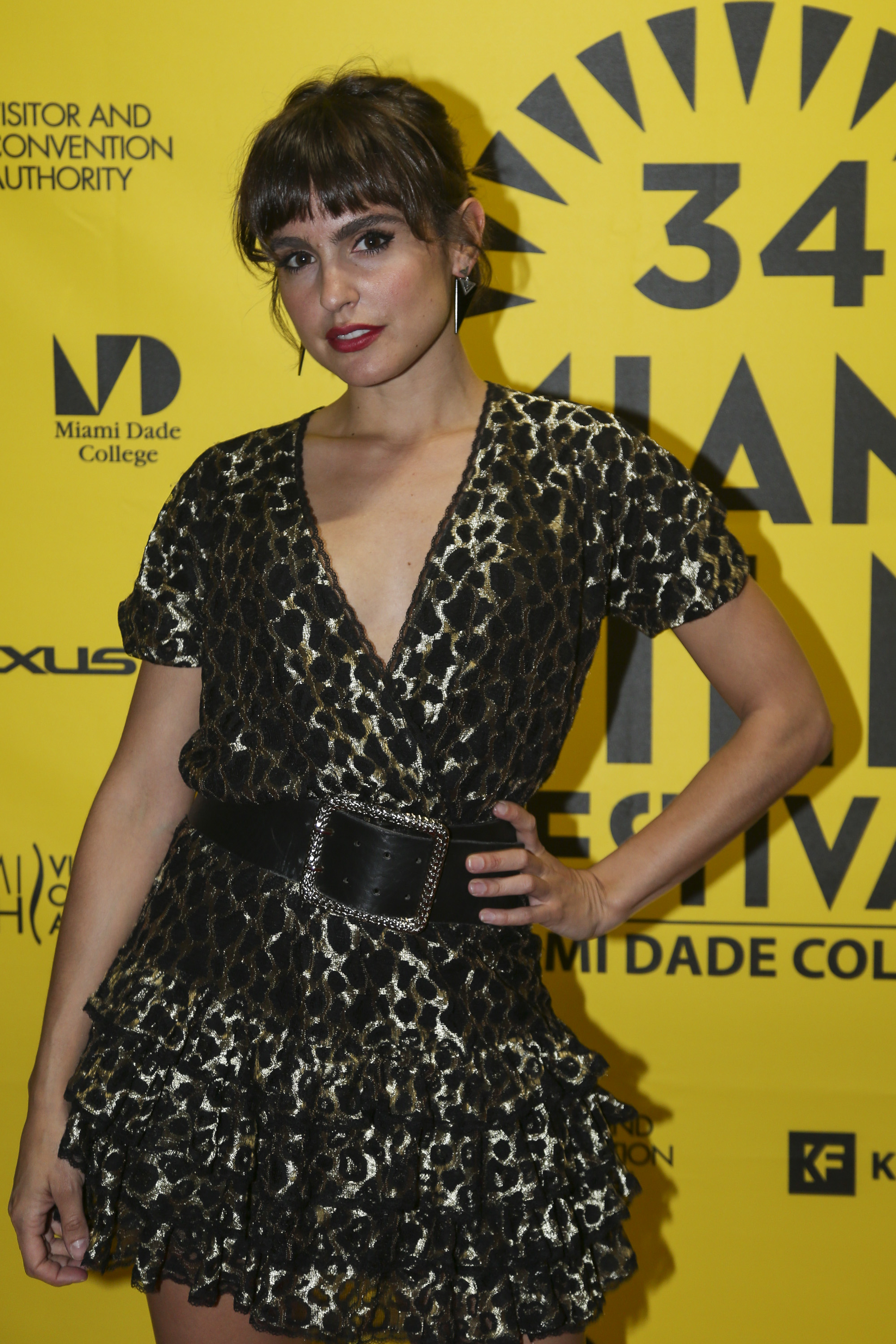
Verónica Echegui (2017)

Verónica Echegui (* 16. Juni 1983 in Madrid bürgerlich: Verónica Fernández Echegaray) ist eine spanische Schauspielerin.

## Leben
Verónica Echegui studierte Schauspiel an der Königlichen Drama- und Kunsthochschule (RESAD) in Madrid. Während ihres Studiums erhielt sie erste kleinere Rollen in Fernsehfilmen. 2006 kam der Film Yo soy la Juani (Mein Name ist Juani) von Bigas Luna in die Kinos. Die Rolle der Juani war für sie der Durchbruch. Sie wurde für diese Rolle mehrfach ausgezeichnet und für den Goya als beste Nachwuchsschauspielerin nominiert. Auf der Berlinale 2009 wurde ihr der europäische Filmpreis Shooting Star verliehen. Für den Film El patio de mi cárcel von Belén Macías wurde sie 2009 für einen Goya in der Kategorie beste Hauptdarstellerin nominiert. Im selben Jahr übernahm sie ihre erste internationale Rolle in dem britischen Film Bunny and the Bull.
2018 wurde sie in die Academy of Motion Picture Arts and Sciences berufen, die jährlich die Oscars vergibt.

## Filmografie (Auswahl)
- 2004: Paco y Veva (Fernsehserie, 18 Folgen)
- 2006: Mein Name ist Juani (Yo soy la Juani)
- 2007: Un difunto, seis mujeres y un taller (Fernsehfilm)
- 2007: El menor de los males
- 2008: La casa de mi padre
- 2008: El patio de mi cárcel
- 2008: La mitad de Óscar
- 2009: Bunny and the Bull
- 2010: La mitad de Óscar
- 2011: Verbo
- 2011: Blind für die Liebe (Seis puntos sobre Emma)
- 2011: Katmandú, un espejo en el cielo
- 2012: The cold light of day
- 2013: & Me
- 2013: My family and other hooligans (La gran familia española)
- 2014: Kamikaze
- 2015–2017: Fortitude (Fernsehserie, 19 Folgen)
- 2015–2017: Apaches (Fernsehserie, 12 Folgen)
- 2016: Me estás matando Susana
- 2016: No culpes al karma de lo que te pasa por gilipollas
- 2017: Die Stunde des Killers (The Hunter’s Prayer)
- 2017: Lasciati andare
- 2017: Mord auf La Gomera (La niebla y la doncella)
- 2018: Trust (Fernsehserie, 4 Folgen)
- 2019: Three Days of Christmas (Miniserie, Folge 1x02)
- 2020: Geheime Anfänge (Orígenes secretos)
- 2020: L'ofrena
- 2020: Explota Explota
- 2021: Donde caben dos
- 2021: 3 caminos (Fernsehserie, 8 Folgen)
- 2022: Book of Love
- 2022: Rein privat (Intimidad) (Fernsehserie, 8 Folgen)
- 2022: Die Spur der Knochen (Objetos)
- 2022: Historias para no contar
- 2023: Los pacientes del doctor García (Fernsehserie, 10 Folgen)
- 2024: Artificial Justice - Tödliche Gerechtigkeit (Justicia artificial)
- 2024: Yo no soy esa
- 2024: Cites (Fernsehserie, Folge 4x06)
- 2025: Zum Töten gern (A muerte, Fernsehserie, 7 Folgen)